# Adesmia obovata
Adesmia obovata es una especie de planta floral del género Adesmia, tribu Dalbergieae, subfamilia, Faboideae.

## Distribución
Especie nativa de Argentina y Chile. Crece en el bosque subtropical.

## Taxonomía
Fue descrita por Clos y publicada en C.Gay, Fl. Chil. 2: 199 (1847).
Etimología
Adesmia: del griego a- (sin) y desme (envoltorio), en referencia a los estambres libres.
obovata: epíteto que significa obovado (que su forma es parecida a un huevo).
Sinónimos homotípicos
- Patagonium obovatum (Clos) Kuntze in Revis. Gen. Pl. 1: 200 (1891).[1]

Sinónimos heterotípicos
- Adesmia leptacantha Phil. in Anales Univ. Chile 41: 705 (1872).[1]
- Patagonium leptacanthum (Phil.) Kuntze in Revis. Gen. Pl. 1: 200 (1891).[1]